# Sobekhotep III.
Sobekhotep III. je bil faraon iz Trinajste egipčanske dinastije, ki je vladal 3 do 4 leta okoli 1740 pr. n. št. ali okoli  1700 pr. n. št. 

## Družina
Faraonova družina je znana iz več virov. Na spomeniku na otoku Sehel je upodobljen skupaj z očetom Mentuhotepom. Njegova mati je bila Juhetibu ali Juhejebu. Imel je brata Seneba in Kakaua in polsestro Reniseneb. Slednja je bila hčerka Juhetibu in njenega drugega moža Dedusobeka.
Sobekhotep III. je imel dve ženi:  Senebhenas in Neni. Stela iz Koptosa, ki je zdaj v Louvreu (C8), omenja Neniini hčerki Juhetibu in Dedetanket. Juhetibino ime je napisano v kartuši. Bila je druga faraonova hčerka v zgodovini Egipta, ki jo je doletela takšna čast. 
Senebhenas  je skupaj s Sobekhotepom III. upodobljena na oltarju na otoku Sehel in na steli v Vadi el-Holu. Na steli je Sobekhotep III. upodobljen pred bogom Montujem, od katerega prejema ankh in uas-žezlo. Sobekhotepa spremljajo oče Mentuhotep, mati Juhetibu in žena Senebhenas.

## Vladanje
Sobekhotep III. je kljub temu, da je vladal samo štiri leta in štiri mesece,  uspel zgraditi več zgradb. V Montujevem templju v Medamudu je dodal napise  in v El Kabu zgradil kapelo. Na otoku Sehel na Nilu so odkrili oltar z njegovim imenom.
Odkrili so tudi veliko skarabejskih pečatnikov z njegovim imenom. Na njih je omenjen kot nadzornik vladarjeve mize Sobekhotep, prvorojenec nadzornika vladarjeve mize Mentuhotepa. Iz napisa je moč sklepati, da so pečati iz obdobja pred njegovim prihodom na prestol.
Sobekhotep III. je bil prvi iz skupine vladarjev iz Trinajste dinastije, o katerem obstajajo zgodovinski zapisi. Vsi ti vladarji so znani po velikem številu gradenj, pečatnikov in zasebnih spomenikov, kar bi  lahko pomenilo, da je bilo v tem obdobju stanje v Egiptu dokaj stabilno.